# Chiesa di San Donato (Musile di Piave)
La chiesa di San Donato è la parrocchiale di Musile di Piave, in città metropolitana di Venezia e diocesi di Treviso; fa parte del vicariato di San Donà di Piave.

## Storia
Da un documento datato 1186 s'apprende che la Villa Sancti Donati de Musili era compresa nella diocesi di Torcello.

Nelle Collette di Curia del 1330 si legge che la chiesa di Musile era filiale della pieve di Noventa e che era retta da un cappellano.
Tale situazione è confermata nel 1495, mentre nel 1554, in seguito all'erezione della chiesa di San Donà di Piave a parrocchia autonoma, la cappella musilese passò sotto l'influenza di quest'ultima.
Nel 1587 ridivenne, però, nuovamente filiale della pieve di Noventa, ma i musilesi rivendicarono la libertà da tutti i vincoli sinodali verso la chiesa madre, ma tale richiesta fu respinta e, per giunta, la chiesa fu costretta a pagare cento franchi di ammenda.
solo in seguito fu concesso un sacerdote residente in loco e il giuspatronato venne affidato alla nobile famiglia Malipiero.

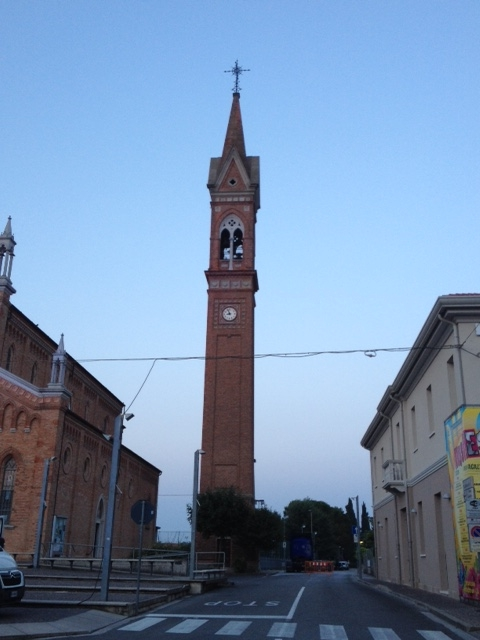
Il campanile

Grazie alla relazione della visita pastorale del 1607 si conosce che il tabernacolo era mal ridotto e che la canonica era piuttosto misera; anche durante la visita del 1635 furono rilevate le pessime condizioni in cui versava la chiesetta.
Nel 1664 il fiume Piave esondò allagando il paese e distruggendo la chiesa, la quale venne riedificata l'anno seguente nella medesima posizione e consacrata l'8 settembre 1726.
Nel 1882 una nuova esondazione del Piave ridusse in macerie la cappella; si decise, dunque, di edificarne una nuova in una posizione diversa.
Progettata dall'ingegner Giuseppe Sicher, la nuova chiesa, in stile neogotico e a tre navate, fu portata a compimento nel 1910.
Nell'ultima fase della prima guerra mondiale, quando il fronte passava proprio sul Piave, la chiesa fu distrutta quasi del tutto, solo una parte della facciata rimaneva in piedi.
Nel 1919 venne realizzata una baracca da adibire a luogo di culto per far riprendere il servizio religioso in paese; nel frattempo fu compiuta dagli ingegneri Possmai e Schiratti una perizia su ciò che rimaneva della parrocchiale neogotica e stabilirono che i danni ammontavano alla somma di 229288,50 lire.
Il 27 dicembre del 1919 si fece richiesta ufficiale presso il commissariato governativo di Treviso per ricostruire la chiesa, ma tale istanza non venne accettata; riscritta in forma diversa e reinviata qualche giorno dopo, fu finalmente accolta.
Il 22 maggio 1920 il Commissariato Governativo affidò i lavori di rifacimento all'Impresa Veneta di Ricostruzione e il 1º giugno successivo fu sottoscritto il contratto ufficiale.
Il primo lotto in cui erano suddivisi i lavori venne ultimato il 4 giugno 1921, mentre la struttura fu portata a compimento ed aperta il 19 luglio 1922.
Il 24 maggio 1923, invece, per la prima volta suonarono a festa le campane della ricostruita torre e il 6 agosto successivo la chiesa fu consacrata dal vescovo di Treviso Andrea Giacinto Longhin.
Nel 1929 furono collocati nelle navate laterali due altari intitolati alla Beata Vergine Maria e a San Valentino.

Nel 1998 vennero ristrutturati il tetto, le finestre e il rosone; in tale occasione l'impianto di riscaldamento subì un rifacimento.

## Descrizione

### Facciata
La facciata della chiesa, che è in mattoni "a faccia vista", è a salienti ed è tripartita da quattro lesene; nella parte centrale vi sono il portale, caratterizzato da arco carenato, il rosone di forma circolare, che presenta il traforo quadrilobato, mentre nelle parti laterali s'aprono due finestre ad arco a sesto acuto.
Sotto la linea di gronda sono visibili degli archetti pensili, mentre sopra le lesene s'innalzano dei pinnacoli.

### Interno
L'interno è suddiviso in tre navate, caratterizzate dal volte a crociera; l'aula termina con il presbiterio, sopraelevato di tre gradini e a sua volta chiuso dall'abside poligonale, illuminata da alcune finestre caratterizzate da archi a sesto acuto.
Nelle navate il pavimento è costituito da blocchi di marmo bianco e di marmo rosso di Verona, mentre nel presbiterio si presenta di color grigio.
All'interno della chiesa è conservata la pala d'altare "Il miracolo di San Donato, olio su tela di Vittorio Marusso, realizzata nel XIX secolo. L'opera raffigura San Donato nell'atto di compiere un miracolo.
L'organo, presente nell'abside dietro l'altare maggiore è opera di Vincenzo Mascioni del 1928.